# Guerra al micio
Guerra al micio (The Cat's Out) è un film del 1931, diretto da Wilfred Jackson. È un cortometraggio animato appartenente alla serie Sinfonie allegre.

## Trama[2]
Un gatto domestico viene lasciato fuori per la notte. Sul tetto si imbatte in un uccello che canta in cima alla banderuola del tetto. Il gatto lo afferra per la coda ma questo vola via tirandolo con sé. Cadendo a terra il felino batte la testa e inizia ad avere delle visioni.

## Distribuzione
Il corto fu distribuito nelle sale statunitensi il 28 luglio 1931.